# La Palanca
La Palanca fue una revista feminista obrera mensual chilena que circuló en Santiago en el año 1908 cuya fundadora y directora fue Esther Valdés.

## Historia
Bajo el lema "La Palanca, Publicación Feminista de Emancipación Emancipadora", la revista surge bajo el alero de la Asociación de Costureras de Santiago el primero de mayo de 1908. Se considera así misma como la continuación del periódico La Alborada ("Época segunda de La Alborada").

## Objetivos de la revista
Su origen manifestaba las demandas de las obreras en el contexto del aumento de mano de obra femenina y la organización del movimiento obrero urbano de finales del siglo XIX: la instrucción y emancipación económica femenina, la lucha contra la violencia hacia la mujer y la esclavitud de la mujer trabajadora.
En su primer número, bajo el título Nuestro Programa, se describe su objetivo:

"En el titulo de nuestra publicación hemos

puesto el mote de conquistar nuestras libertades
y derecho- pero esta bella exposición, por el mo-
mento la consideraremos como ideal, mientras
tanto conquistamos la extirpación del vicio que
tanto a la mujer como al hombre dominan.
  De acuerdo con este principio, nuestra labor
se reducirá por el momento, a señalar los males
y vicios sociales que miran nuestro ambiente y
señalar las ideas tendientes a extirparlas.
  Difundir el amor por el estudio, despertar el
el espíritu de asociación y solidaridad, exponer los
beneficios que reporta, la instrucción y la aso-
ciación, y señalar el valor inapreciable de la
unión; será la primera parte de nuestro progra-
ma de trabajo.
  Una vez conseguido nuestros primeros propó-
sitos, una vez que la tierra esté preparada para
esparcir la semilla de redención, entonces inicia-
remos el ataque, para que juntamente con el
hombre conquistemos nuestra libertad económi-

ca primero, industrial y política después."
La Palanca

## Números publicados de La Palanca

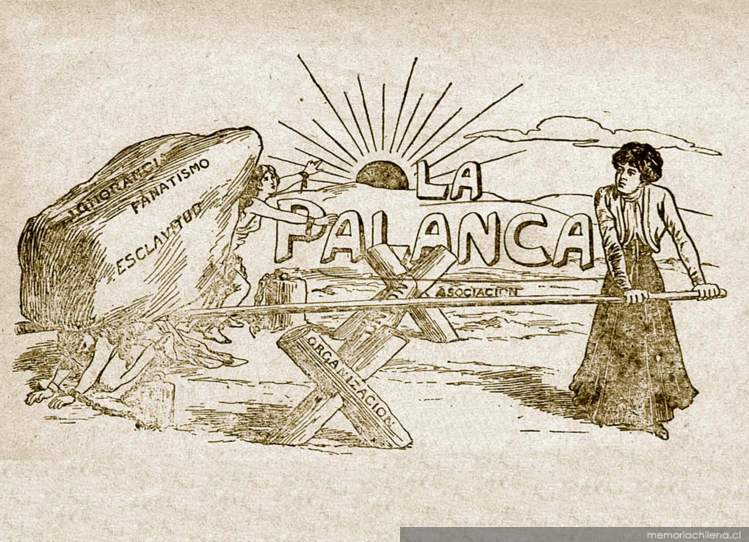
Imagen de la revista La Palanca representa la lucha contra la ignorancia, fanatismo y esclavitud a través de la asociación y organización.

Se tiene registro de los primeros cinco números que se detalla a continuación:
- N° 1 En el palenque (1 de mayo de 1908)
- N° 2 El vicio y el crimen legalizados (junio de 1908)
- N° 3 El deber presente (julio de 1908)
- N° 4 El 131 (agosto de 1908)
- N° 5 Las huelgas (septiembre de 1908)

## Temáticas
Entre las temáticas sociales y políticas, también aparecen los temas de violencia hacia la mujer. En una de las publicaciones encontramos el título La Ley del Embudo que hace alusión al femicidio.

La ley del embudo
De su honor en menoscabo,
faltó un esposo a su esposa.
Ella perdonó amorosa,
y el público dijo: — ¡Bravo!
Faltó la mujer al cabo,
harta de tanto desdén,
y el falso esposo ¿también,
perdonó a la esposa? no:
El esposo la mató

y el público dijo:—¡Bien!
R. de Campoamor